# تورغوت دوغان شاهين
تورغوت دوغان شاهين (بالتركية: Turgut Doğan Şahin)‏ هو لاعب كرة قدم تركي في مركز نصف الجناح، ولد في 2 فبراير 1988 في طرسوس في تركيا. شارك مع منتخب تركيا تحت 21 سنة لكرة القدم ومنتخب تركيا لكرة القدم. أما مع النوادي، فقد لعب مع أنقرة غوجو وسامسون سبور وغازي عنتاب سبور وغنتشلربيرليغي وكايسري سبور ونادي طرابزون سبور.

## وصلات خارجية
- تورغوت دوغان شاهين على موقع اتحاد تركيا (لاعب) (الإنجليزية)
- تورغوت دوغان شاهين على موقع قاعدة بيانات كرة القدم.إي يو (الإنجليزية)
- تورغوت دوغان شاهين على موقع ناشيونال فوتبول تيمز (الإنجليزية)
- تورغوت دوغان شاهين على موقع Soccerway.com (الإنجليزية)
- تورغوت دوغان شاهين على موقع عالم كرة القدم.نت (الإنجليزية)
- تورغوت دوغان شاهين على موقع AS.com (الإسبانية)